# Yoelle Maarek
Yoelle Maarek (Tunísia, 1 de juny de 1962) és una informàtica teòrica israeliana nascuda a Tunísia investigadora en el camp dels cercadors, mineria de dades i intel·ligència artificial. Després de treballar en càrrecs executius a Amazon, Yahoo i Google, el gener de 2024 es va anunciar que dirigiria, a Haifa (Israel), un centre de recerca de l'Institut d'Innovació Tecnològica d'Abu Dhabi.
Nascuda a Tunísia en una família jueva, Yoelle Maarek va emigrar amb la seva família a França, i van establir-se a París, on ella va estudiar enginyeria a l'École de Ponts et Chaussées (avui dia École des Ponts ParisTech). Va fer un postgrau d'informàtica a la Universitat Pierre et Marie Curie i va començar el doctorat a l'Institut Tecnològic d'Israel - Technion. Mentre feia el doctorat va fer una estada al Departament d'Informàtica de la Universitat de Colúmbia, a Nova York, amb Gail Kaiser. Alla va conèixer el mon dels cercadors i el va escollir per a la seva tesi.
Lany 2010 l'Association for Computing Machinery (ACM) va nomenar Yoelle Maarek «membre distingit» i el 2013 va concedir-li la categoria de Fellow ; amb aquesta categoria, l'ACM reconeix l'1 per cent dels seus membres que destaquen pels seus «assoliments en informàtica i tecnologia de la informació o per serveis excepcionals a l'ACM i la comunitat informàtica».
El 2021 va ser elegida membre internacional de l'Acadèmia Nacional d'Enginyeria dels Estats Units «per les seves contribucions a la recuperació d'informació i gestió de dades en línia i pel lideratge en investigació industrial aplicada».